# Rio Cărbunarea
O Rio Cărbunarea é um rio da Romênia, afluente do Poarta, localizado no distrito de Braşov.